# 李宏平
李宏平（1963年—），生于广东省汕头市金砂乡（今金平区金砂街道），為中国第一个男子跳水世界冠军。被誉为“跳水王国的芭蕾王子”。與李巧贤和李德亮合稱金砂三李。
1984年獲獎學金赴南加州大学，一直在南加州大学跳水俱乐部任教。後出任美国跳水队领队、教练。

## 獎項
1981年，跳水世界盃男子組10公尺跳臺冠軍、世界大學生运动会男子組10公尺跳臺冠軍。

1982年  加拿大、美国、墨西哥跳水对抗赛2枚金牌、1枚银牌

1983年  第3届跳水世界盃团体冠军。

1984年  全国跳水赛跳台、跳板及全能3项冠军。